# Retrato de Rodrigo Vázquez de Arce
El Retrato de Rodrigo Vázquez de Arce  es un retrato pictórico generalmente atribuido al taller del Greco, quizás copia de un original perdido. Se conserva en el Museo Nacional del Prado.

## El personaje
Rodrigo Vázquez de Arce (Sevilla, 1526 - El Carpio, 1599) fue oidor de la real Chancillería de Granada, miembro del consejo Real de Castilla y del consejo de la Inquisición, consejero de la cámara de Castilla y caballero de la orden de Alcántara. También presidió el consejo de Hacienda, y actuó como juez en el proceso contra Antonio Pérez. Posteriormente, Felipe III le nombró miembro del consejo de Estado.

## Análisis de la obra

### Datos técnicos y registrales
- Madrid, Museo Nacional del Prado, n º. de catálogo: P000808;[3]
- Pintura al óleo sobre lienzo;
- Dimensiones: 59 x 42 cm, según Wethey (62,5 x 42 cm, según el museo);
- Datación: ca. 1590, según el museo;
- Consta en el catálogo razonado de Harold Wethey con la referencia X-197 y Tiziana Frati lo cita con el n º. 57-a.[4]

### Comentario sobre la obra
Según Harold Wethey, esta obra  —limpiada en el año 1962— podría ser la copia de un original perdido del Greco, de ca.1895-1890.
Como en los otros retratos del Greco procedentes de la Quinta del Duque del Arco, el personaje viste de negro y lleva una lechuguilla alrededor del cuello. Asimismo, está retratado de busto —sobre un fondo oscuro y neutro— mirando hacia el espectador con la cabeza algo ladeada. Don Rodrigo tiene una expresión adusta, pero a la vez vivaz, con intensos ojos almendrados. Sobre su pecho, luce una insignia de la orden de Alcántara.

## Procedencia
- Real Alcázar de Madrid, (inventario de 1666. número 409 o 410)?;
- Colección Felipe V;
- Colección Real ¿Real Alcázar, Madrid, 1700?;
- Quinta del Duque del Arco;
- El Pardo-Madrid, decimotercia pieza de verano, 1745, n º. 408;
- Quinta del duque del Arco, 1794, n º. 363).[7]

## Otras versiones

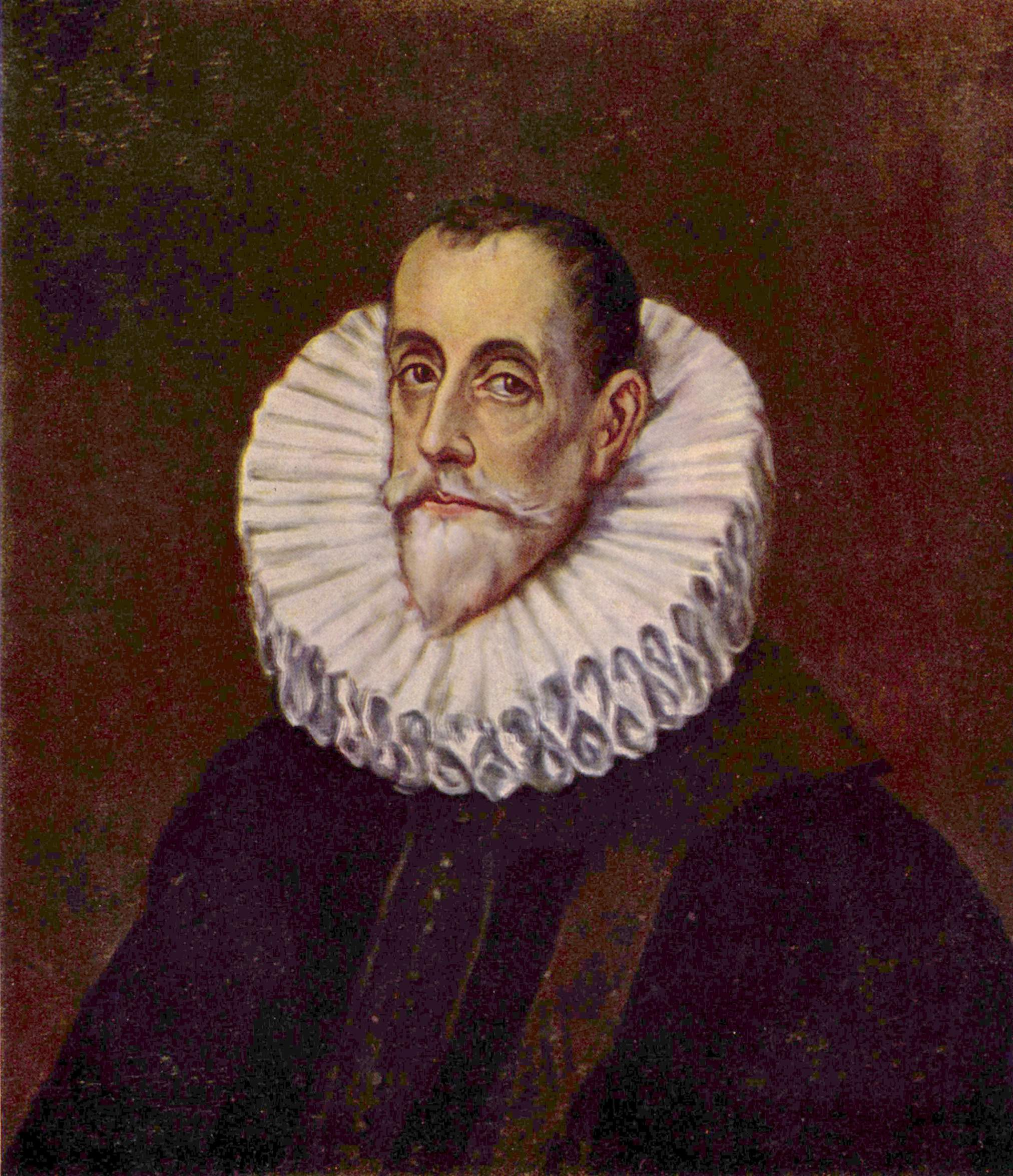
Versión del Museo Pushkin

Existe otra versión, cuyos datos son: 
- Moscú, Museo Pushkin;
- Pintura al óleo sobre lienzo;
- Dimensiones: 76 x 63 cm, según Wethey;[8]
- Datación: ca. 1600-1610;
- Consta en el catálogo razonado de Harold Wethey con la referencia X-198 y Tiziana Frati lo cita con el n º. 57-b.

### Comentario sobre la obra
Según Wethey, no se trata de una réplica del lienzo anterior, ya que la lechuguilla alrededor del cuello es muy diferente. La cabeza está completamente repintada, por lo que es imposible juzgar correctamente esta obra.